# Lophoptera fuscosuffusa
Lophoptera fuscosuffusa är en fjärilsart som beskrevs av Embrik Strand 1917. Lophoptera fuscosuffusa ingår i släktet Lophoptera och familjen nattflyn. Inga underarter finns listade i Catalogue of Life.